# 공간 시각화 능력
공간 시각화 능력(spatial visualization ability) 혹은 시공간능력(視空間能力, visual-spatial ability)은 2차원과 3차원 물체를 정신적으로 조종하는 능력을 말한다. 간단한 인지 테스트(cognitive test)로 측정되며 이용자 인터페이스(userninterface)로 이용자 수행(user performance) 능력을 예측할 수 있다.

## 측정
인지 테스트는 공간 시각화 능력을 측정하는데 사용된다. 심적 회전 테스트(Mental Rotations Test)같은 심적 회전(mental rotation) 과제나 심적 절단 테스트(Mental Cutting Test) 같은 심적 절단 과제, 그리고 교육 테스트 서비스(Educational Testing Service)가 만든 요소-참조 인지 테스트 키트(the Kit of Factor-Reference cognitive tests)의 VZ-1 (Form Board), VZ-2 (Paper Folding), VZ-3 (Surface Development) 테스트 등이 있다. 공간 시각화와 심적 회전에 대한 설명은 비슷한 듯하지만, 심적 회전은 공간 시각화를 통해 달성될 수 있는 특정 과업이다.
미네소타 페이퍼 폼 보드 테스트(Minnesota Paper Form Board Test)는 참가자에게 틀 한 개와 그보다 작은 도형 여러개를 주고, 참가자들이 작은 도형들을 잘 조합하여 큰 틀을 완젹하게 채우는 방식을 결정하도록 지시를 받는다. 종이접기 테스트(Paper Folding test)는 종이 한 장에 여러 접힌 부분들을 보여주고 여러 구멍을 뚫는다. 참가자는 접히지 않은 종이들 가운데 방금 본 것을 선택한다.
표면 발달 태스트(Surface Development test)는 참가자에게 숫자가 적힌 평평한 도형 하나를 보여주고 각 면에 문자가 적힌 삼차원 도형 하나를 보여준 후, 참가자에게 2차원 도형의 숫자면이 3차원 도형의 문자면 중 어디에 해당하는지를 맞추는 것이다.

## 같이 보기
- 무상상
- 비주얼 싱킹